# Nikolai Ivanovich Lobachevsky
Nikolai Ivanovich Lobachevsky (tiếng Nga: Никола́й Ива́нович Лобаче́вский)(1 tháng 12 năm 1792 – 12 tháng 2 năm 1856) là một nhà toán học Nga, người đã có công rất lớn trong việc xây dựng hình học phi Euclide, một bước phát triển mới thoát ra khỏi hình học cổ điển, tạo cơ sở toán học cho lý thuyết tương đối rộng sau này. William Kingdon Clifford đã gọi ông là "Copernicus của hình học" vì tính chất cách mạng của hình học do Lobachevsky phát minh.

## Tiểu sử
Lobachevsky sinh tại Nizhny Novgorod, Nga. Bố là Ivan Maksimovich Lobachevsky, thư ký của một văn phòng luật, mẹ là Praskovia Alexandrovna Lobachevskaya. Bố mẹ ông đều là người gốc Ba Lan. Cha ông mất năm 1800, sau đó, mẹ & ông rời đến Kazan. Tại đó, ông theo học trường Kazan Gymnasium, tốt nghiệp năm 1807 và sau đó là trường Đại học Kazan. Tại đây, ông được tiếp xúc với Martin Bartels (1769–1833), thầy cũ và bạn của Carl Friedrich Gauss. Năm 1811, ông được chứng chỉ vật lý và toán học của trường ĐHTH Kazan. Năm 1814, ông bắt đầu công tác giảng dạy và năm 1822 (năm ông trở thành tiến sĩ), chính thức trở thành giảng viên trường ĐHTH Kazan (ở đây ông giảng dạy toán học, vật lý và thiên văn học). Năm 1818, ông được mời làm viện sĩ Viện Hàn lâm Khoa học Kazan. Ông làm việc cho nhiều cơ quan nhà nước và năm 1827 ông trở thành hiệu trưởng của trường.
Nhà toán học Gauss đã mời ông làm viện sĩ nước ngoài Viện Hàn lâm Khoa học Gottingen.
Về đời riêng, ông lấy Varvara Alexivna Moisieva năm 1832 và có với bà bảy người con.
Ông về hưu (hay có thể bị bãi nhiệm) năm 1846, và từ đó sức khỏe của ông giảm một cách nhanh chóng. Cuối cùng, ông bị mù vĩnh viễn, phải đọc cho người khác chép quyển PANGE "OMETRRIE" nổi tiếng trong lịch sử hình học thế giới.
Ông là người theo chủ nghĩa vô thần.

## Thành tựu toán học
- Hình học Lobachevsky là hình học do ông xây dựng lên, từ ý tưởng không công nhận tính thống nhất hệ thống các tiên đề do Euclide xây dựng. Khởi đầu, các nhà toán học đương thời gọi hình học do ông xây dựng lên là hình học ảo, nhưng ngày nay hình học Lobachevsky đã trở nên rất thực được kiểm chứng qua các kết quả nghiên cứu thiên văn vũ trụ, và không gian Lobachevsky đã trở thành không gian thực.
- Các tác phẩm:

1. Cơ sở hình học (1930)
2. Hình học ảo (1837)
3. Cơ sở mới của hình học(1838)
4. Khảo cứu mới về lý thuyết đường song song (1840)
5. Panego'me'trie